# Nate Potter
Nate Potter (Boise, 16 maggio 1988) è un giocatore di football americano statunitense che gioca nel ruolo di offensive tackle per gli Arizona Cardinals della National Football League (NFL). Fu scelto nel corso del settimo giro (221º assoluto) del Draft NFL 2012 dai Cardinals. Al college ha giocato a football a Boise State dove fu premiato come All-American.

## Carriera professionistica

### Arizona Cardinals
Il 28 aprile 2012, Potter fu scelto nel corso del settimo giro del Draft 2012 dagli Arizona Cardinals. Nella sua stagione da rookie disputò 8 partite, 6 delle quali come titolare.

## Vittorie e premi
Nessuno

## Statistiche
| Partite totali      | 8 |
| Partite da titolare | 6 |